# Bir Tiguisit
Bir Tiguisit, o Buir Tiguisit, es una localidad situada en la parte meridional del Sáhara Occidental. Se encuentra a 10 Km al sur de Tifariti, cerca de la frontera con Mauritania. Actualmente se encuentra controlada por el Frente Polisario, en los llamados Territorios Liberados o Zona Libre. Hasta 1976 perteneció al Sahara español.
El desminado realizado por la MINURSO ha hecho que esta población se haya revitalizado. Consta de un pequeño hospital, escuela y unas pequeñas tiendas.
Bir Tiguisit se encuentra cerca de los restos de la antigua población colonial española de Colomina y de una de las bases de MINURSO.

## Nuevos proyectos
Existen en la actualidad nuevos proyectos de revitalización de la localidad en espera de ayuda y financiación internacional:
- Construcción de un ayuntamiento para la alcaldía, atención al público y tesorería (recaudación)
- Construcción de una escuela
- Construcción de una biblioteca
- Construcción de un barrio de 20 viviendas para asentar de forma permanente a 20 familias procedentes de los campos de Tindouf
- Remodelación y dotación del pequeño hospital de Bir Tiguisit, para convertirlo en centro de atención primaria, mientras que el hospital de Navarra en Tifariti se convertiría en hospital general de los territorios liberados para casos más graves y operaciones quirúrgicas
- Construcción de un campo de fútbol sin gradas, sede del Bir Tiguisit C.D., perteneciente al campeonato saharaui de fútbol